# Médersa Abdoullaziz-Khan

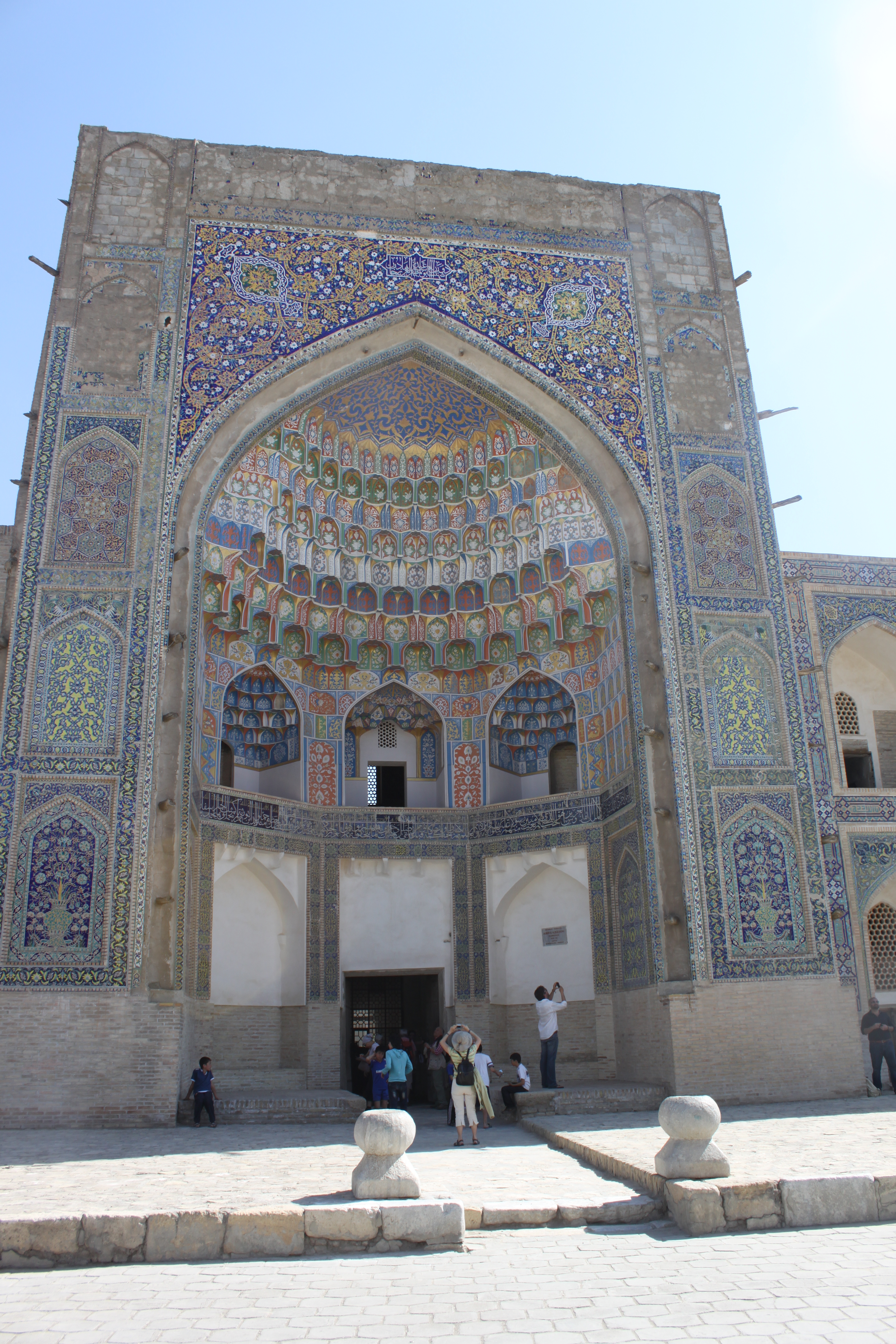
Portail d'entrée de la médersa-Abdoullaziz Khan, avec son décor de muqarnas sous l'iwan.

La médersa Abdoullaziz-Khan est une ancienne médersa (ou madrassa) de Boukhara en Ouzbékistan. Comme toute la partie historique de la ville, elle est inscrite au patrimoine mondial de l'Unesco. Elle doit son nom à son fondateur, Abdoullaziz Khan (1614-1683) qui la fait bâtir en 1652-1654. Elle fait partie d'un ensemble architectural, formant un koch avec la Médersa Oulough Beg (1417), implanté à l'est du bazar des joailliers. Sa décoration extérieure est en partie inachevée, car le khan a été détrôné alors que la décoration de la médersa n'était pas terminée et l'architecte a mis fin au chantier.

## Description

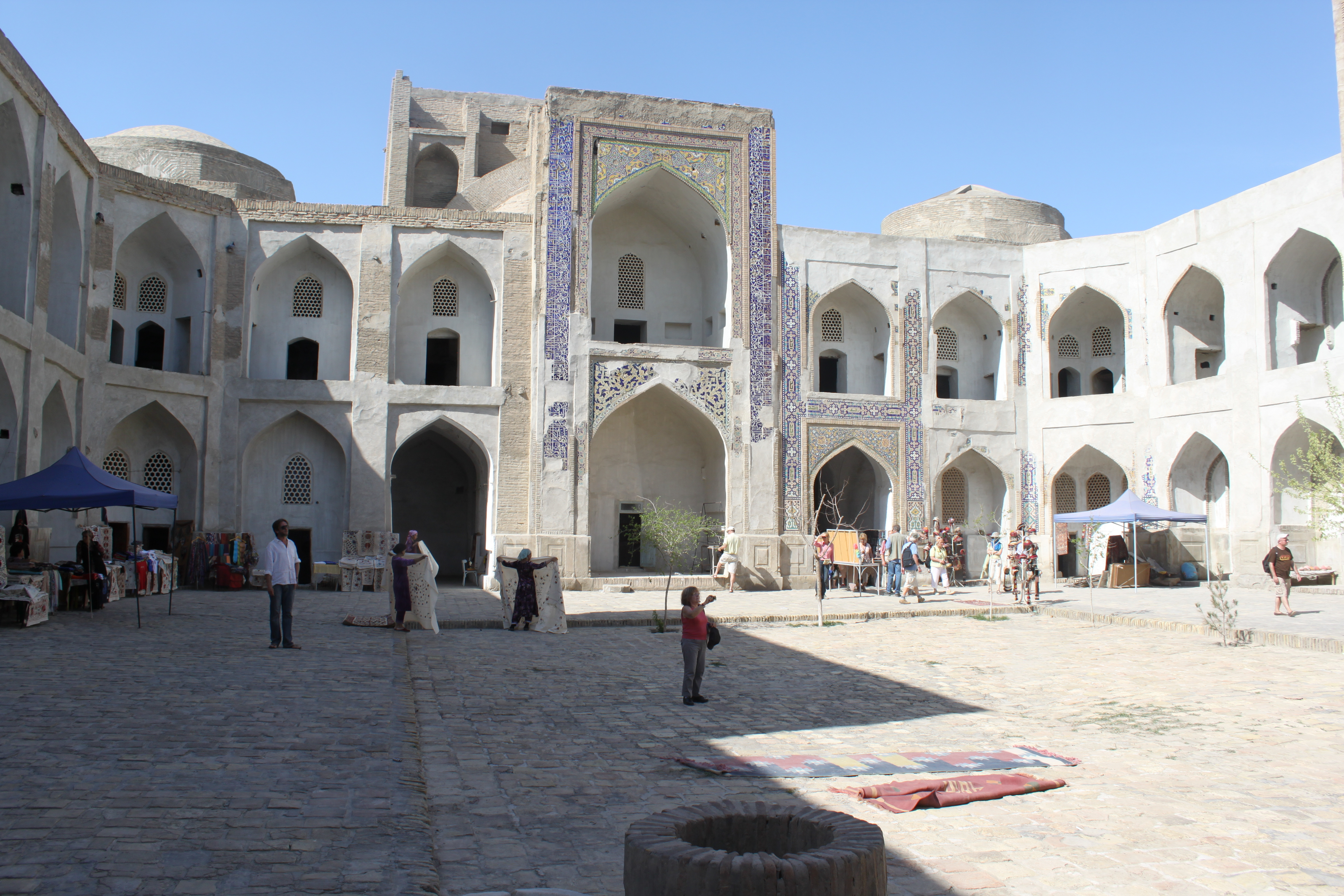
Cour intérieure

Le portail, ou pishtak, ainsi que les portails donnant sur la cour intérieure sont recouverts de carreaux bleus et jaunes (ce jaune lumineux étant  utilisé pour la première fois à Boukhara) où l'on retrouve des motifs traditionnels, tels que le vase du bonheur.
La médersa est décorée de mosaïques, de majoliques en relief, de tuiles vernissées, de marbre ciselé, de fresques d'albâtre, de gantch (bois ciselé) et de feuilles d'or. C'est donc un sommet de l'art architectural d'Asie centrale. L'on peut remarquer, contrairement à la tradition architecturale islamique, des représentations figurées et un plus grand réalisme du décor floral et végétal. Outre les cellules et les parties communes, la médersa comprend une petite mosquée d'hiver et une mosquée d'été.
La médersa possède aussi des cheminées, ce qui était une innovation pour l'époque.
Aujourd'hui, la médersa Abdoullaziz-Khan abrite des boutiques de souvenirs, de tissus et de tapis.

## Illustrations

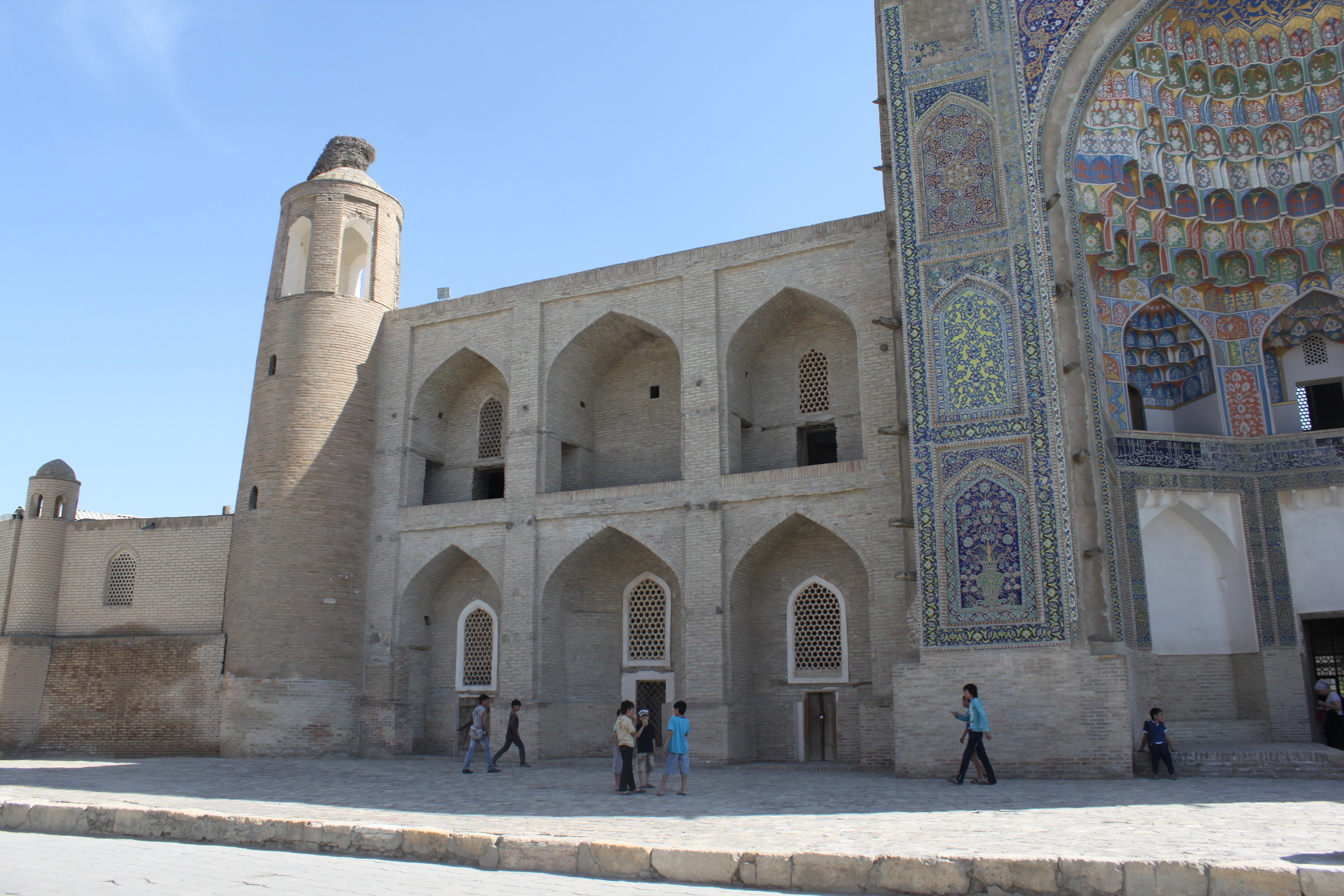
Vue de la façade
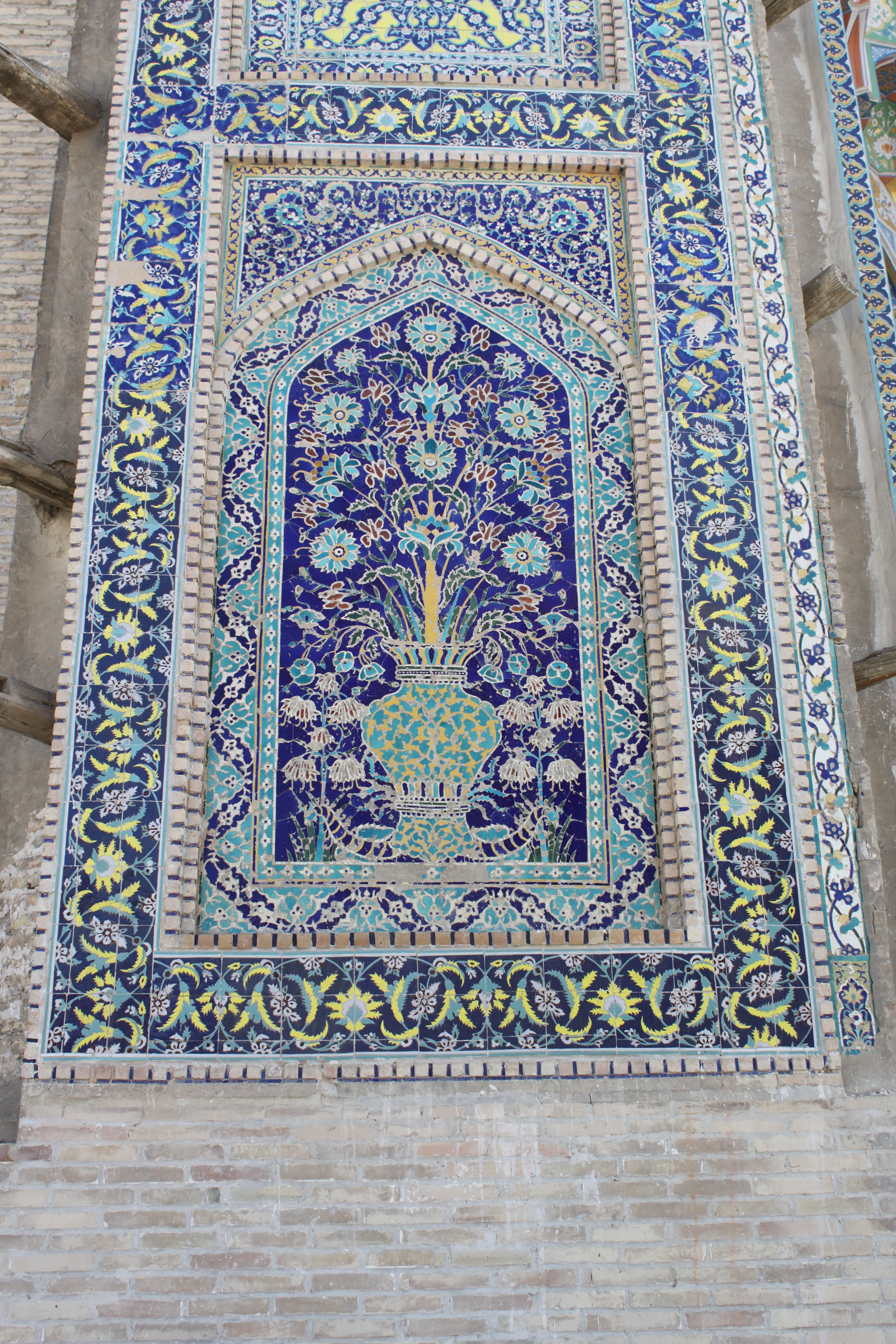
Détail du vase du bonheur du côté gauche du pishtak.
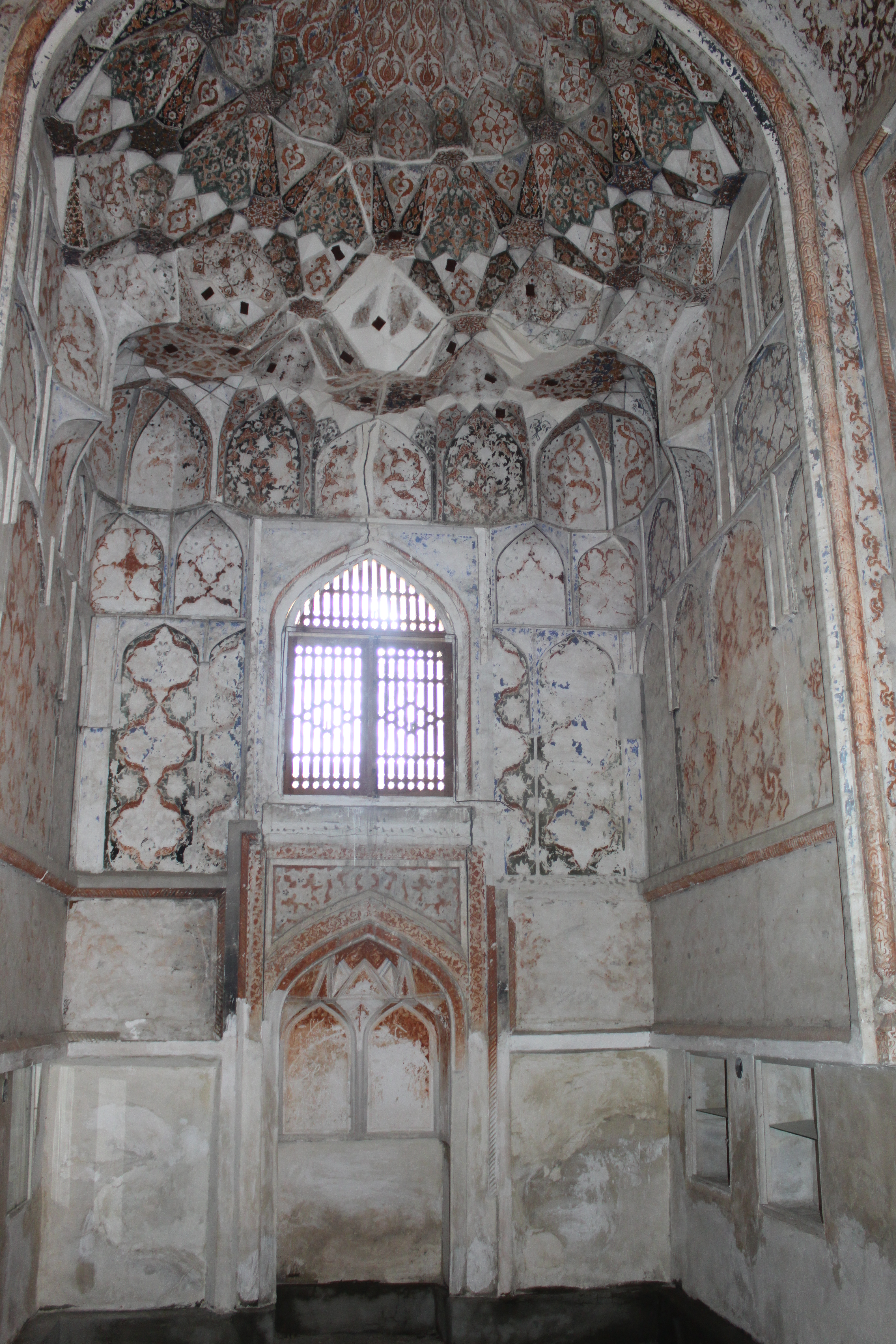
Vue du mirhab de la mosquée d'hiver
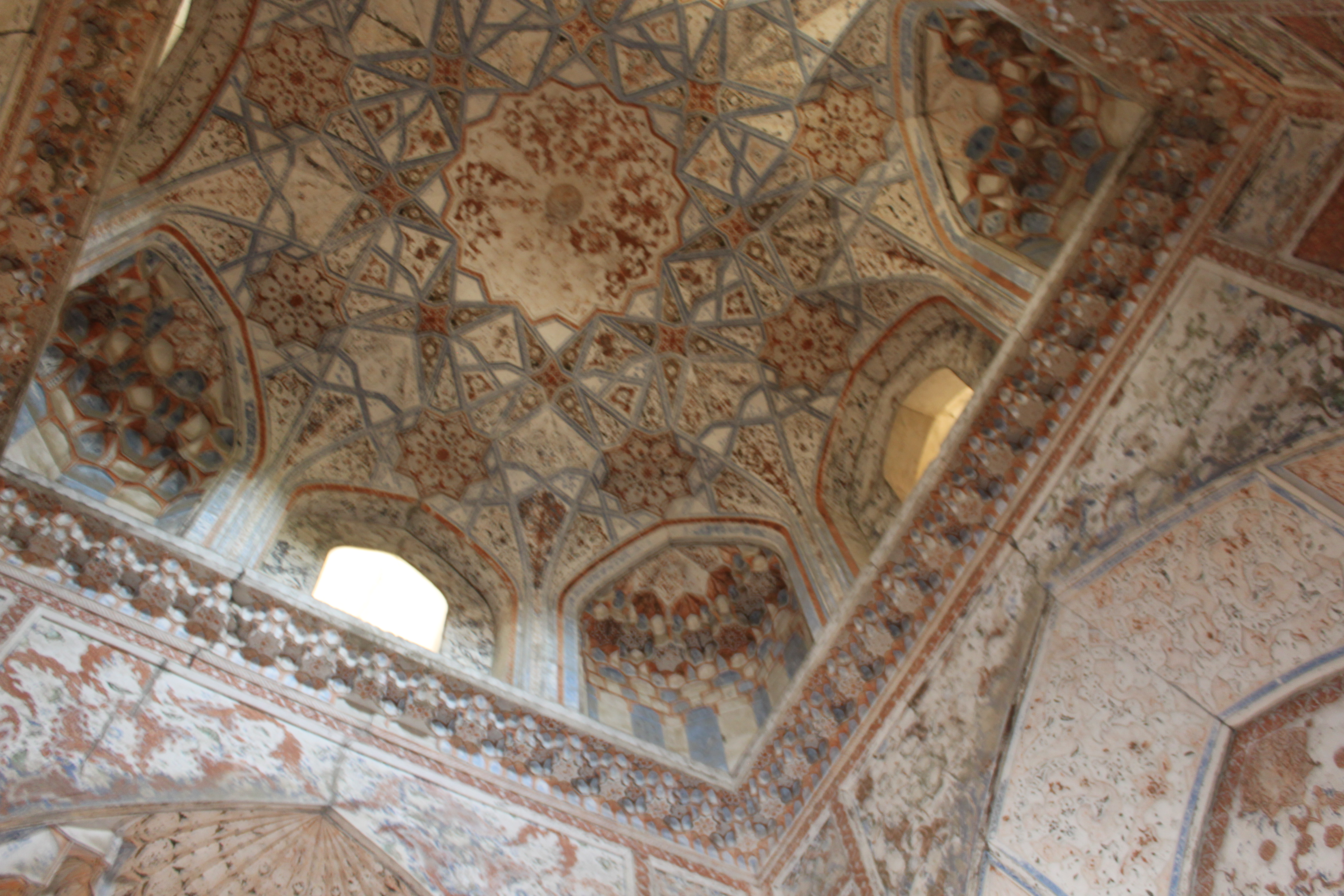
Détail du plafond de la mosquée d'hiver
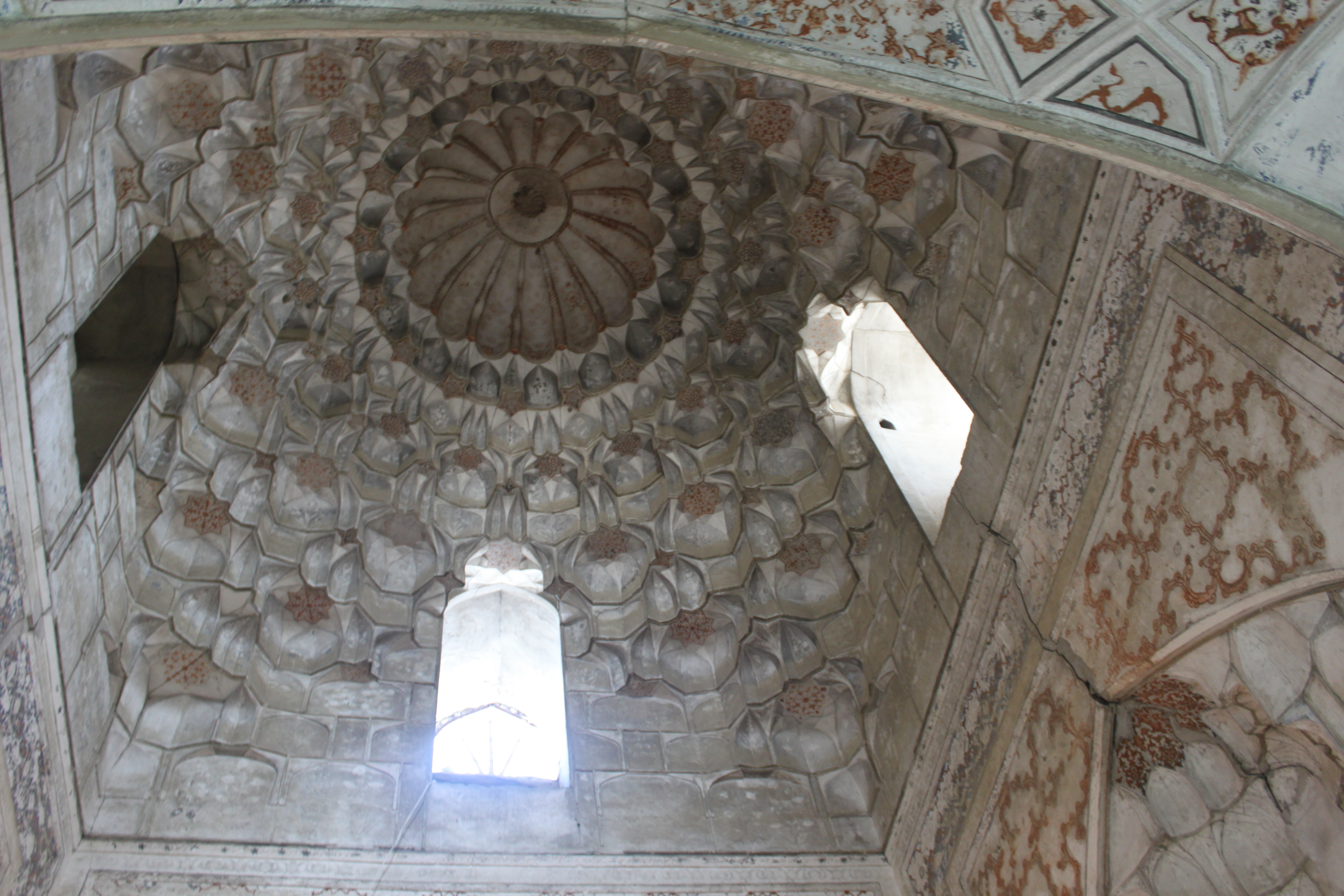
Détail du plafond d'une salle d'étude (darskhaneh) sous coupole
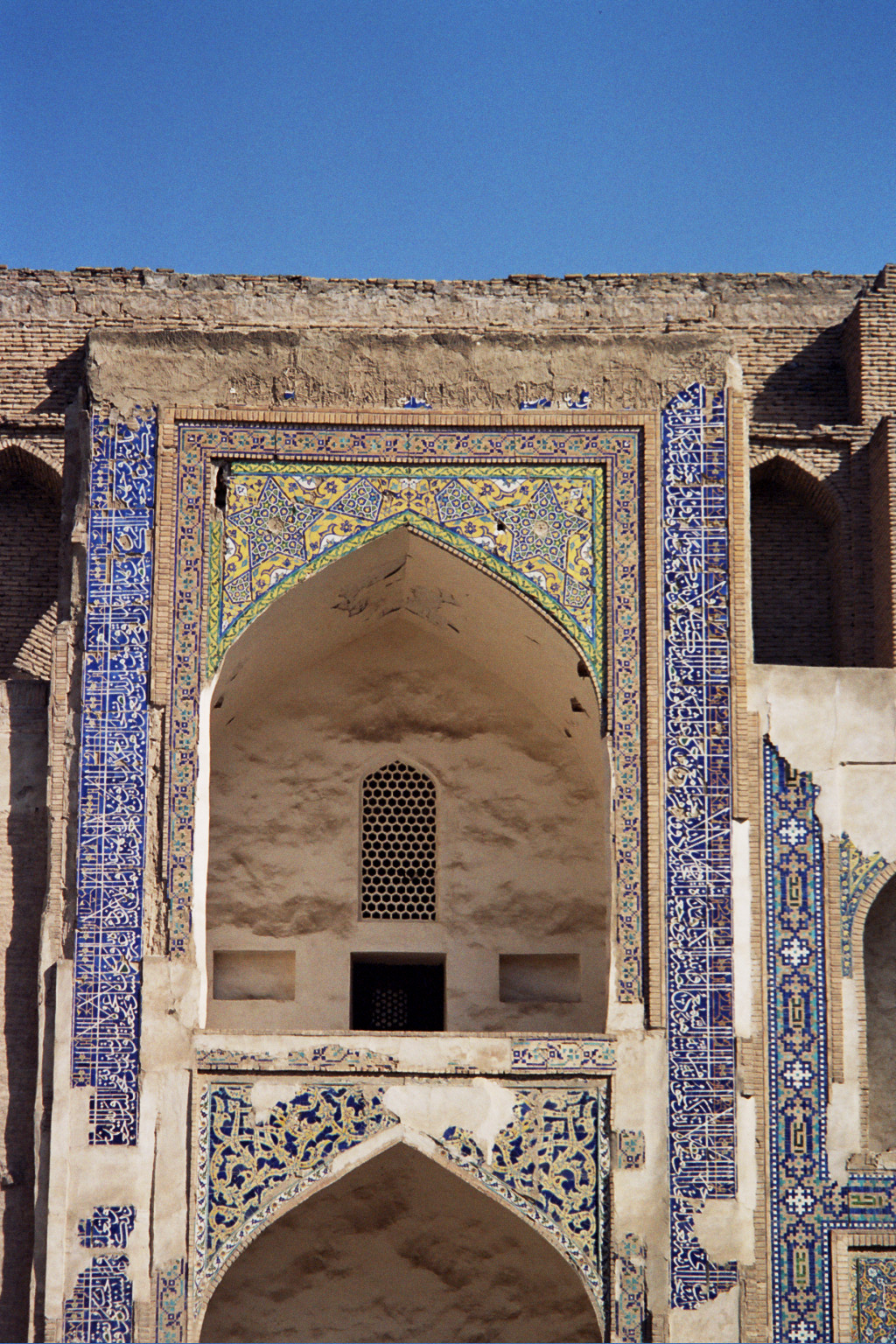
Vue de la loggia d'une des cellules